# Почесні громадяни Лубен
Нижче наведений список почесних громадян міста Лубни.

## Почесні громадяни
| №  | П. І. Б.                             | Рід занять, звання та нагороди | Дата присвоєння     |
| -- | ------------------------------------ | --- | ------------------- |
| 1  | Ляскін Григорій Йосипович            | Командир 337-мої стрілецької дивізії, яка 19 вересня 1943 року відвоювала Лубни у німців під час Другої Світової війни.                                                                                     | 6 травня 1965       |
| 2  | Рогов Костянтин Іванович             | Начальник штабу Лубенської 337-мої стрілецької дивізії, яка брала участь у відвоюванні Лубен радянськими військами у німців під час Другої Світової війни.                                                  | 6 травня 1965       |
| 3  | Рогова Ніна Павлівна                 | Командир санітарного взводу в 2-й Гвардійській дивізії. Брала участь у відвоюванні Лубен радянськими військами у німців під час Другої Світової війни, у складі 449 роти зв'язку 337-ї стрілецької дивізії. | 6 травня 1965       |
| 4  | Морковін Михайло Васильович          | Заступник командира окремого саперного батальйону 337-ї стрілецької дивізії. Герой Радянського Союзу. | 30 серпня 1983      |
| 5  | Кузенков Костянтин Михайлович        | Очолював командування бійцями під час відвоювання Лубен радянськими військами у німців в ході Другої Світової війни.                                                                                        | 9 грудня 1983       |
| 6  | Паджев Михайло Григорович            | Брав участь у відвоюванні Лубен радянськими військами у німців під час Другої Світової війни. | 19 квітня 1985      |
| 7  | Гончаров Іван Прокопович             | Голова Лубенського міськвиконкому (1963-1965 рр., 1972-1985рр.) | 16 вересня 2004     |
| 8  | Дрібна Надія Микитівна               | Займала активну позицію в громадській і педагогічній діяльності. | 16 вересня 2004     |
| 9  | Соболєв Анатолій Миколайович         | Мер міста Лубни з 1998 року по 2006. | 24 грудня 2004      |
| 10 | Андрущенко Віктор Петрович           | Ректор Національного педагогічного університету імені М.П. Драгоманова. | 8 вересня 2006      |
| 11 | Тарашевський Владислав Станіславович | Меценат, активний громадський діяч. | 8 вересня 2006      |
| 12 | Шевченко Анатолій Іванович           | Заслужений діяч науки і техніки України. | 8 вересня 2006      |
| 13 | Роїк Віра Сергіївна                  | Герой України, заслужений майстер народної творчості України, заслужений художник АРК, член Національного союзу художників України, Національного союзу майстрів народної творчості України.                | 25 травня 2007 року |
| 14 | Бурдим Іван Павлович                 | Редактор газети "Лубенщина". | 20 листопада 2007   |
| 15 | Семенюта Володимир Іванович          | Художник. Головний архітектор Лубен у 1969-1998 роках. | 6 вересня 2013      |
| 16 | Бори́с Си́дорович Ванца́к               | Український радянський журналіст, краєзнавець. Заслужений журналіст УРСР з 1988 року. Апологет комуністичної ідеології.                                                                                     | 1988 рік            |